# Irlanda en el Festival de la Canción de Eurovisión 2022
Irlanda participó en el LXV Festival de la Canción de Eurovisión, celebrado en Turín, Italia del 10 al 14 de mayo de 2022, tras la victoria de Måneskin con la canción «Zitti e buoni». La RTÉ decidió organizar la final nacional titulada «Eurosong 2022» transmitida durante la transmisión del «The Late Late Show». La preselección celebrada en una sola gala el 4 de febrero de 2022 dio como ganadora a Brooke Scullion con el tema pop «That's Rich» compuesto por ella misma junto a Izzy Warner y Karl Zine.
Pasando completamente desapercibida por las casas de apuestas, en el concurso Irlanda compitió en la segunda semifinal, siendo eliminada tras obtener la 15.ª posición con un total de 47 puntos.

## Historia de Irlanda en el Festival
Irlanda es uno de los países "clásicos" del festival, debutando en el concurso en 1965. Desde entonces el país ha concursado en 53 ocasiones, siendo uno de los países que más ha participado dentro del festival. Irlanda es considerado uno de los países más exitosos del festival al colocarse dentro de los mejores 10 en 31 participaciones y logrando vencer en siete ocasiones el festival: la primera, en 1970, con la cantante Dana y la canción «All Kinds Of Everything». La segunda vez sucedió en 1980, gracias a la canción «What's Another Year?» de Johnny Logan. En 1987, Johnny Logan se convertiría en la primera y hasta ahora, única persona en ganar dos veces el concurso como intérprete con la canción «Hold Me Now». La cuarta ocasión sucedió en 1992 con Linda Martin interpretando «Why Me?» (compuesta además por Johnny Logan). Posteriormente, Irlanda ganó el concurso en 1993 con «In Your Eyes» de Niamh Kavanagh. La sexta victoria ocurrió en 1994 con Paul Harrington & Charlie McGettigan con la canción «Rock 'n' Roll Kids» y la última victoria irlandesa sucedió en 1996 con la canción «The Voice» interpretada por Eimear Quinn.
En 2021, la artista seleccionada internamente, Lesley Roy, no clasificó a la final terminando en 16.ª y última posición con 20 puntos en la semifinal 1 con el tema «Maps».

## Representante para Eurovisión

### Eurosong 2022
Irlanda confirmó su participación en el Festival de Eurovisión 2022 en septiembre de 2021, anunciando la organización de una final nacional dentro del programa «The Late Late Show» como método de selección para el participante irlandés en Eurovisión.
La RTÉ abrió un periodo de recepción de las canciones entre el 16 de septiembre y el 22 de octubre, habiéndose recibido 320 canciones. Entre el 17 y el 21 de enero de 2022 se anunciaron las 6 canciones participantes en el programa de radio The Ryan Tubridy Show, siendo seleccionadas por dos paneles separados, el primero compuesto por 12 personas que crearon su top 20 a 30 para crear una lista corta de candidaturas. Posteriormente, un segundo panel de entre 20 a 25 miembros seleccionó las canciones finalistas.
La competencia consistió en una sola final con una sola fase de votación: Los 6 participantes se someterían a una votación a tres partes iguales entre un jurado internacional, un jurado presente en el estudio y el público. En esta ronda, cada panel de jurado fue compuesto por 4 personas, cada uno votando con un sistema similar al usado en Eurovisión: 12, 10, 8, 6, 4 y 2 puntos. El público también repartió la misma puntuación con base en la cantidad de votos recibidos. Al final de la votación, el mayor votado sumando las tres puntuaciones se declaraba ganador del festival y representante de Irlanda en Eurovisión.

#### Jurado
| El jurado en estudio estuvo compuesto por. - Caroline Corr - Lucia Evans - Paul Harrington - Blathnaid Treacy | El jurado internacional estuvo compuesto por: - William Lee Adams - Árný Fjóla - Jan Frost Bors - Katerina Orlova |

#### Candidaturas
| Artista(s)         | Canción (Traducción)                                                   | Compositor(es)                                                |
| ------------------ | ---------------------------------------------------------------------- | ------------------------------------------------------------- |
| Brendan Murray     | «Real Love» («Amor real»)                                              | Brendan Murray, Darrell Coyle                                 |
| Brooke             | «That's Rich» («Es gracioso»)                                          | Brooke Scullion, Izzy Warner, Karl Zine                       |
| Janet Grogan       | «Ashes Of Yesterday» («Cenizas del ayer»)                              | Aidan O'Connor, John Emil, Sandra Wikström                    |
| Miles Graham       | «Yeah, We're Gonna Get Out Of It» («Sí, saldremos de esto»)            | Miles Graham Miley, Justin Broad, Paul Herman                 |
| Patrick O'Sullivan | «One Night, One Kiss, One Promise» («Una noche, un beso, una promesa») | Nicky Byrne, Lar Kaye, Danny O'Reilly                         |
| Rachel Goode       | «I'm Loving Me» («Amandome»)                                           | Joakim Övrenius, Thomas Karlsson, Johan Mauritzson, Anna Engh |

#### Final
La final tuvo lugar en el Estudio 4 de la RTÉ en Dublín el 4 de febrero de 2022 dentro de un especial del programa «The Late Late Show» siendo presentado por Ryan Tubridy junto a Marty Whelan. Tras las votaciones, la ganadora fue la cantante originaria de Derry Brooke Scullion con la canción pop «That's Rich» compuesta por ella misma junto a Izzy Warner y Karl Zine.
| N.º | Artista            | Canción                            | Jurado Internacional | Jurado en Estudio | Televoto | Lugar | Total |
| --- | ------------------ | ---------------------------------- | -------------------- | ----------------- | -------- | ----- | ----- |
| 1   | Patrick O'Sullivan | «One Night, One Kiss, One Promise» | 10                   | 6                 | 6        | 4     | 22    |
| 2   | Janet Grogan       | «Ashes Of Yesterday»               | 8                    | 12                | 4        | 2     | 24    |
| 3   | Brendan Murray     | «Real Love»                        | 2                    | 8                 | 2        | 6     | 12    |
| 4   | Miles Graham       | «Yeah, We're Gonna Get Out Of It»  | 6                    | 10                | 8        | 2     | 24    |
| 5   | Rachel Goode       | «I'm Loving Me»                    | 4                    | 2                 | 10       | 5     | 16    |
| 6   | Brooke             | «That's Rich»                      | 12                   | 4                 | 12       | 1     | 28    |

## En Eurovisión
De acuerdo a las reglas del festival, todos los concursantes iniciaron desde las semifinales, a excepción del anfitrión (en este caso, Italia) y el Big Five compuesto por Alemania, España, Francia, la misma Italia y Reino Unido. En el sorteo realizado el 25 de enero de 2022, Irlanda fue sorteada en la segunda semifinal del festival. En este mismo sorteo, se determinó que participaría en la segunda mitad de la semifinal (posiciones 10-18). Semanas después, ya conocidos los artistas y sus respectivas canciones participantes, la producción del programa dio a conocer el orden de actuación, determinando que el país participaría en la décima posición, precedida por Chipre y seguida de Macedonia del Norte.
Los comentarios para Irlanda por 22ª ocasión corrieron por parte de Marty Whelan en la transmisión por televisión, mientras que la transmisión por radio fue comentada por Neil Doherty y Zbyszek Zalinski. La portavoz de la votación del jurado profesional irlandés fue la cantante y representante de Irlanda en 1984 y ganadora en 1992, Linda Martin.

### Semifinal 2

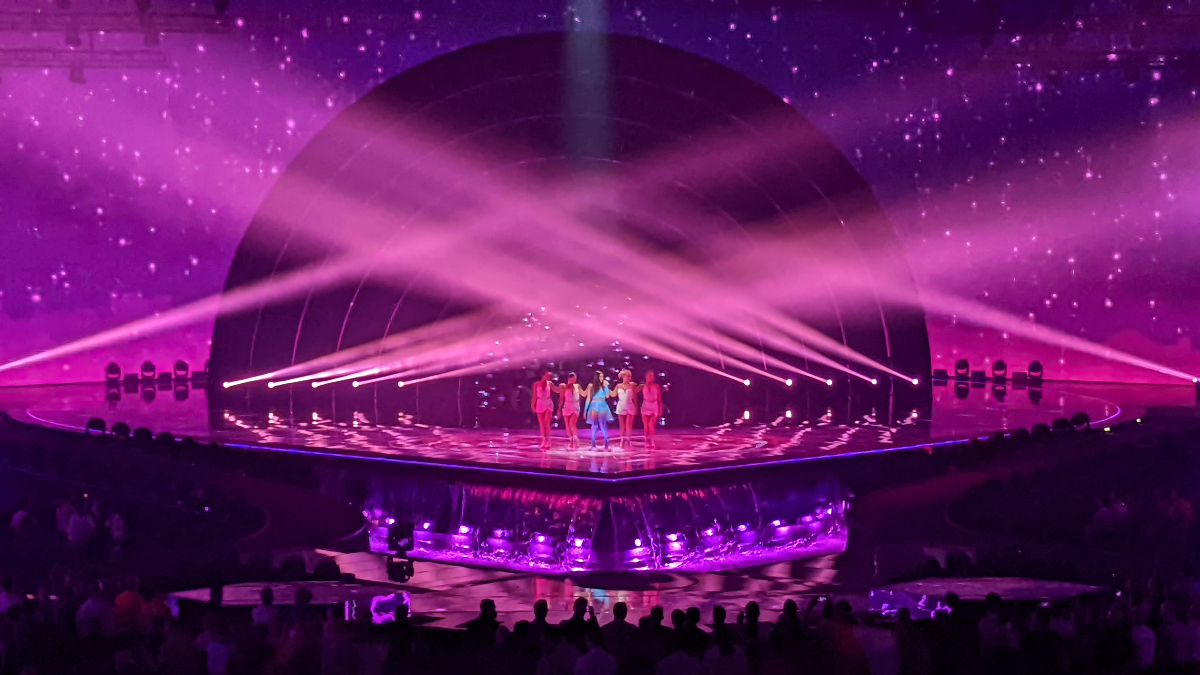
Brooke durante la segunda semifinal.

Brooke tomó parte de los ensayos los días 3 y 6 de mayo así como de los ensayos generales con vestuario de la segunda semifinal los días 11 y 12 de mayo. El ensayo general de la tarde del 11 fue tomado en cuenta por los jurados profesionales para emitir sus votos, que representaron el 50% de los puntos. Irlanda se presentó en la posición 10, detrás de Macedonia del Norte y por delante de Chipre.
La actuación irlandesa fue distinta a la presentada en la final nacional. Brooke actuó usando un vestido corto de dos piezas de color celeste pastel acompañada de 4 bailarinas que usaron vestuarios en color blanco, haciendo una coreografía pop mientras Brooke interpretaba la canción. El escenario se mantuvo en una iluminación celeste y rosa con la pantalla led trasera mostrando corazones todo el tiempo y en el estribillo final de la canción se usó pirotecnia junto a varios juegos de luces.
Al final del show, Irlanda no fue anunciada como uno de los países clasificados para la gran final. Los resultados revelados una vez terminado el festival, posicionaron a Irlanda en 15° lugar de la semifinal con un total de 47 puntos, habiendo obtenido la 11.ª posición del público con 35 puntos y obteniendo el 16° lugar del jurado profesional con 12 puntos. Esta se convirtió en la séptima eliminación irlandesa en el festival en los últimos 8 años.

### Votación

#### Puntuación a Irlanda

##### Semifinal 2
| Jurado        | Jurado    | Jurado           | Jurado   | Jurado                      |
| 12 puntos     | 10 puntos | 8 puntos         | 7 puntos | 6 puntos                    |
| ------------- | --------- | ---------------- | -------- | --------------------------- |
|               |           |                  |          | - Australia                 |
| 5 puntos      | 4 puntos  | 3 puntos         | 2 puntos | 1 punto                     |
|               | - Estonia |                  |          | - Bélgica - Chipre          |
| Televoto      |           |                  |          |                             |
| 12 puntos     | 10 puntos | 8 puntos         | 7 puntos | 6 puntos                    |
| - Reino Unido |           | - Australia      | - España |                             |
| 5 puntos      | 4 puntos  | 3 puntos         | 2 puntos | 1 punto                     |
|               |           | - Israel - Malta |          | - Bélgica - República Checa |

#### Votación realizada por Irlanda
| Puntos    | Jurado              | Televoto        |
| --------- | ------------------- | --------------- |
| 12 puntos | Suecia              | Polonia         |
| 10 puntos | República Checa     | Suecia          |
| 8 puntos  | Estonia             | República Checa |
| 7 puntos  | Serbia              | Australia       |
| 6 puntos  | Malta               | Estonia         |
| 5 puntos  | Australia           | Rumania         |
| 4 puntos  | Chipre              | Serbia          |
| 3 puntos  | Israel              | Malta           |
| 2 puntos  | Bélgica             | Bélgica         |
| 1 punto   | Macedonia del Norte | Finlandia       |

| Puntos    | Jurado          | Televoto    |
| --------- | --------------- | ----------- |
| 12 puntos | España          | Ucrania     |
| 10 puntos | Suecia          | Polonia     |
| 8 puntos  | Reino Unido     | Lituania    |
| 7 puntos  | República Checa | Moldavia    |
| 6 puntos  | Italia          | Reino Unido |
| 5 puntos  | Serbia          | España      |
| 4 puntos  | Portugal        | Noruega     |
| 3 puntos  | Ucrania         | Suecia      |
| 2 puntos  | Australia       | Rumania     |
| 1 punto   | Islandia        | Serbia      |

##### Desglose
El jurado irlandés estuvo compuesto por:
- Bláthnaid Treacy
- Deirdre Crookes
- Julian Vignoles
- Niamh Kavanagh
- Phillip McMahon

| Semifinal 2 | Semifinal 2         | Semifinal 2                | Semifinal 2                | Semifinal 2                | Semifinal 2                | Semifinal 2                | Semifinal 2                | Semifinal 2                | Semifinal 2                | Semifinal 2                |
| N.º         | País                | Jurado                     | Jurado                     | Jurado                     | Jurado                     | Jurado                     | Jurado                     | Jurado                     | Televoto                   | Televoto                   |
| N.º         | País                | Jurado A                   | Jurado B                   | Jurado C                   | Jurado D                   | Jurado E                   | Clasificación              | Puntos                     | Clasificación              | Puntos                     |
| ----------- | ------------------- | -------------------------- | -------------------------- | -------------------------- | -------------------------- | -------------------------- | -------------------------- | -------------------------- | -------------------------- | -------------------------- |
| 01          | Finlandia           | 11                         | 12                         | 15                         | 16                         | 13                         | 16                         |                            | 10                         | 1                          |
| 02          | Israel              | 16                         | 6                          | 17                         | 3                          | 4                          | 8                          | 3                          | 14                         |                            |
| 03          | Serbia              | 5                          | 5                          | 2                          | 17                         | 16                         | 4                          | 7                          | 7                          | 4                          |
| 04          | Azerbaiyán          | 17                         | 7                          | 13                         | 12                         | 7                          | 13                         |                            | 15                         |                            |
| 05          | Georgia             | 10                         | 16                         | 14                         | 11                         | 17                         | 15                         |                            | 12                         |                            |
| 06          | Malta               | 1                          | 9                          | 11                         | 13                         | 6                          | 5                          | 6                          | 8                          | 3                          |
| 07          | San Marino          | 15                         | 13                         | 9                          | 6                          | 5                          | 11                         |                            | 11                         |                            |
| 08          | Australia           | 12                         | 4                          | 6                          | 4                          | 10                         | 6                          | 5                          | 4                          | 7                          |
| 09          | Chipre              | 6                          | 10                         | 7                          | 10                         | 3                          | 7                          | 4                          | 13                         |                            |
| 10          | Irlanda             | -------------------------- | -------------------------- | -------------------------- | -------------------------- | -------------------------- | -------------------------- | -------------------------- | -------------------------- | -------------------------- |
| 11          | Macedonia del Norte | 8                          | 8                          | 3                          | 14                         | 11                         | 10                         | 1                          | 16                         |                            |
| 12          | Estonia             | 3                          | 2                          | 10                         | 7                          | 8                          | 3                          | 8                          | 5                          | 6                          |
| 13          | Rumania             | 14                         | 14                         | 8                          | 9                          | 9                          | 14                         |                            | 6                          | 5                          |
| 14          | Polonia             | 13                         | 11                         | 5                          | 8                          | 12                         | 12                         |                            | 1                          | 12                         |
| 15          | Montenegro          | 9                          | 17                         | 16                         | 15                         | 15                         | 17                         |                            | 17                         |                            |
| 16          | Bélgica             | 7                          | 3                          | 12                         | 5                          | 14                         | 9                          | 2                          | 9                          | 2                          |
| 17          | Suecia              | 2                          | 1                          | 1                          | 1                          | 2                          | 1                          | 12                         | 2                          | 10                         |
| 18          | República Checa     | 4                          | 15                         | 4                          | 2                          | 1                          | 2                          | 10                         | 3                          | 8                          |

| Final | Final           | Final    | Final    | Final    | Final    | Final    | Final         | Final  | Final         | Final    |
| N.º   | País            | Jurado   | Jurado   | Jurado   | Jurado   | Jurado   | Jurado        | Jurado | Televoto      | Televoto |
| N.º   | País            | Jurado A | Jurado B | Jurado C | Jurado D | Jurado E | Clasificación | Puntos | Clasificación | Puntos   |
| ----- | --------------- | -------- | -------- | -------- | -------- | -------- | ------------- | ------ | ------------- | -------- |
| 01    | República Checa | 4        | 4        | 3        | 6        | 4        | 4             | 7      | 20            |          |
| 02    | Rumania         | 13       | 6        | 11       | 23       | 13       | 14            |        | 9             | 2        |
| 03    | Portugal        | 8        | 13       | 8        | 3        | 10       | 7             | 4      | 14            |          |
| 04    | Finlandia       | 24       | 25       | 24       | 22       | 25       | 25            |        | 16            |          |
| 05    | Suiza           | 10       | 19       | 21       | 20       | 21       | 20            |        | 24            |          |
| 06    | Francia         | 15       | 24       | 12       | 21       | 20       | 21            |        | 18            |          |
| 07    | Noruega         | 22       | 7        | 5        | 24       | 12       | 12            |        | 7             | 4        |
| 08    | Armenia         | 21       | 9        | 22       | 13       | 15       | 17            |        | 23            |          |
| 09    | Italia          | 5        | 17       | 14       | 4        | 1        | 5             | 6      | 13            |          |
| 10    | España          | 2        | 1        | 2        | 5        | 3        | 1             | 12     | 6             | 5        |
| 11    | Países Bajos    | 12       | 16       | 18       | 18       | 16       | 18            |        | 12            |          |
| 12    | Ucrania         | 7        | 8        | 10       | 11       | 7        | 8             | 3      | 1             | 12       |
| 13    | Alemania        | 25       | 23       | 16       | 12       | 14       | 19            |        | 15            |          |
| 14    | Lituania        | 16       | 21       | 15       | 17       | 24       | 22            |        | 3             | 8        |
| 15    | Azerbaiyán      | 17       | 15       | 9        | 15       | 19       | 16            |        | 25            |          |
| 16    | Bélgica         | 18       | 20       | 20       | 16       | 23       | 23            |        | 22            |          |
| 17    | Grecia          | 14       | 12       | 17       | 8        | 11       | 15            |        | 19            |          |
| 18    | Islandia        | 3        | 10       | 19       | 10       | 18       | 10            | 1      | 21            |          |
| 19    | Moldavia        | 19       | 22       | 25       | 25       | 22       | 24            |        | 4             | 7        |
| 20    | Suecia          | 6        | 2        | 4        | 2        | 2        | 2             | 10     | 8             | 3        |
| 21    | Australia       | 23       | 5        | 6        | 19       | 9        | 9             | 2      | 17            |          |
| 22    | Reino Unido     | 11       | 3        | 1        | 1        | 8        | 3             | 8      | 5             | 6        |
| 23    | Polonia         | 20       | 14       | 7        | 9        | 5        | 11            |        | 2             | 10       |
| 24    | Serbia          | 1        | 18       | 23       | 14       | 6        | 6             | 5      | 10            | 1        |
| 25    | Estonia         | 9        | 11       | 13       | 7        | 17       | 13            |        | 11            |          |